# 스피노사우루스
스피노사우루스(Spinosaurus)는 약 1억 년에서 9억 4,400만 년 전 백악기 후기 세노마눔절 시대에 현재 북아프리카에 살았던 스피노사우루스과 공룡의 한 속이다. 이 속은 1912년에 발견된 이집트 유적에서 처음 알려졌으며 1915년 독일 고생물학자 에른스트 스트로머에 의해 기술되었다. 원래의 유적은 제2차 세계 대전 동안 파괴되었지만 21세기 초에 추가적인 물질이 밝혀졌다. 과학 문헌에 보고된 화석에 한두 종이 나타나는지는 불분명하다. 유형 종은 이집트와 모로코에서 온 스피노사우루스 아이깁티아쿠스(S. aegyptiacus)이며, 알제리, 니제르, 튀니지일 가능성이 있다. 모로코에서 잠재적으로 두 번째로 의심스러운 종인 스피노사우루스 마록카누스(S. maroccanus)가 발견되었지만, 이 의심스러운 종은 스피노사우루스 아이깁티아쿠스의 하위 동의어일 가능성이 높다. 다른 가능한 하위 동의어로는 모로코의 켐켐층에 있는 시길마사우루스와 브라질의 알칸타라 지층에 있는 옥살라이아가 있으며, 다른 연구자들은 두 속을 별개의 분류군으로 제안한다.
스피노사우루스는 가장 오래된 육상 육식 동물로 알려져 있으며, 스피노사우루스와 비슷한 대형 육식 동물로는 티라노사우루스, 기가노토사우루스, 카르카로돈토사우루스 등의 수각류가 있다. 가장 최근의 연구에 따르면 이전의 신체 크기 추정치는 과대평가되었으며, 스피노사우루스 아이깁티아쿠스는 길이 13-15m, 몸무게 7.4-9t에 달했다. 스피노사우루스의 두개골은 현대 악어의 두개골과 유사하게 길고 낮으며 좁았으며 톱니가 없는 곧은 원뿔형 치아를 가지고 있었다. 세 손가락으로 손을 뻗은 크고 튼튼한 앞다리와 첫 번째 손가락에 발톱이 커졌을 것이다. 척추뼈 (또는 등뼈)의 긴 연장부였던 스피노사우루스의 독특한 신경 척추는 최소 1.65m 길이로 자라며 피부가 연결되어 돛과 같은 구조를 형성했을 가능성이 높지만, 일부 저자들은 척추가 지방으로 덮여 혹을 형성했다고 제안했다. 스피노사우루스의 엉덩이 뼈는 줄어들었고 다리는 몸에 비례하여 매우 짧았다. 길고 좁은 꼬리는 길고 가는 신경 가시와 길쭉한 역 V자형으로 깊어져 유연한 지느러미 또는 패들 모양의 구조를 형성했다.

## 묘사

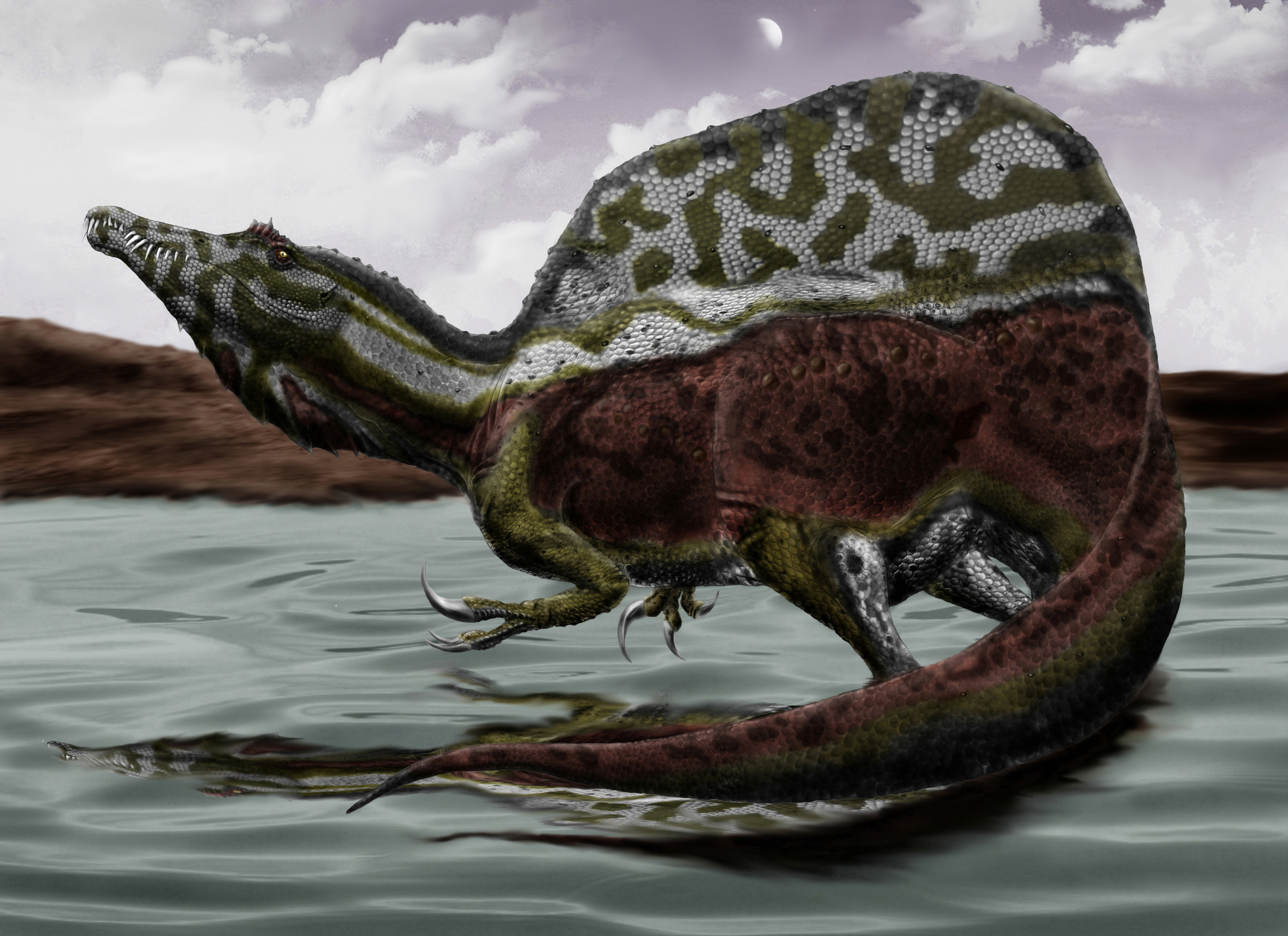
2015년의 복원도

### 크기
스피노사우루스는 발견 이후 가장 큰 수각류 공룡의 경쟁자였다. 1926년 프리드리히 폰 후에네와  1982년 도널드 F. 글러트는 이 공룡을 길이 15m, 무게 6t 이상의 가장 거대한 수각류로 조사했다. 1988년 그레고리 S. 폴도 이 공룡을 길이 15m로 가장 긴 수각류로 분류했지만 질량 추정치는 4t으로 낮았다.
2005년, 크리스티아노 달 사소와 동료들은 스피노사우루스와 관련된 수코미무스가 두개골 길이와 관련하여 동일한 신체 비율을 가지고 있다고 가정하여 스피노사우루스의 길이가 16~18m이고 무게가 7~9t이라고 계산했다. 두개골 길이 추정치가 불확실하고 (몸길이의 세제곱에 따라 신체 질량이 증가한다고 가정하면) 길이 11m, 질량 3.8t인 수코미무스를 스피노사우루스의 추정 길이 범위로 확장하면 추정된 신체 질량이 11.7~16.7t에 이를 것이라는 추정치가 나왔다.
프랑수아 테리앙과 도널드 헨더슨은 2007년 두개골 길이를 기반으로 한 스케일링을 사용한 논문에서 스피노사우루스의 크기에 대한 이전 추정치에 도전하여 길이가 너무 크고 무게가 너무 작다는 사실을 발견했다. 추정된 두개골 길이 1.5~1.75m를 기준으로, 스피노사우루스의 추정치는 몸 길이 12.6~14.3m, 몸무게 12~20.9t이다. 스피노사우루스에 대한 추정치가 낮다는 것은 이 동물이 카르카로돈토사우루스와 기가노토사우루스보다 더 짧고 가벼웠다는 것을 의미하다. 테리앙과 헨더슨의 연구는 비교에 사용된 수각류의 선택 (예: 초기 방정식을 설정하는 데 사용된 대부분의 수각류는 스피노사우루스과와 다른 구조를 가진 티라노사우루스과와 카르노사우루스하목)과 스피노사우루스 두개골의 길이가 1.5m에 불과할 수 있다는 가정 때문에 비판을 받아왔다.

## 고생물학

### 사냥 및 먹이
스피노사우루스가 주로 육식 동물이었는지 아니면 어식 동물인지는 불분명하며, 이는 길쭉한 턱, 원뿔 모양의 이빨, 콧구멍이 높아진 것에서 알 수 있다. 스피노사우루스가 특수 어류를 먹는다는 가설은 이전에 A. J. 채리그와 A. C. 밀너에 의해 바리오닉스에 제안된 바 있다. 그들은 악어와의 해부학적 유사성과 활자 표본의 갈비뼈 케이지에 소화산으로 에칭된 어류 비늘이 존재한다는 점에 근거하고 있다. 대형 어류는 북아프리카와 브라질의 백악기 중기에 마우소니아를 포함한 다른 스피노사우루스과를 포함한 동물군에서 발견되었다. 스피노사우루스 식단에 대한 직접적인 증거는 유럽과 남미의 관련 분류군에서 찾을 수 있다. 바리오닉스는 어린 이구아노돈의 비늘과 뼈가 배에 있는 것으로 발견되었으며, 남아메리카 익룡 뼈에 박힌 이빨은 스피노사우루스가 때때로 익룡을 잡아먹었음을 시사하지만, 스피노사우루스는 일반화된 기회주의적 포식자였을 가능성이 높으며, 아마도 큰 회색곰과 같은 백악기 포식자였을 가능성이 높다. 그러나 의심할 여지없이 많은 종류의 작은 또는 중간 크기의 먹이를 잡아먹었다.
최근에 주로 이집트 강가에서 발견되었던 것 과는 다르게 북아프리카 내륙지방 부근에서 기존의 종 보다 다리가 길고 볏 모양도 다른 화석이 발견되어, 육상에서 생활하고 다른 초식동물을 사냥하기에 비교적 적합했다. 이는 스피노사우루스가 다양한 환경에 따라 변화하여 그 식성또한 미묘하게 바뀌었던 것을 보여준다.

## 대중 매체
영화 쥬라기 공원 3에서 주역 육식공룡으로 나온 바 있다. 2001년에 방영된 시대적 한계 때문에 지금의 상상도와 다른 과거의 복원 모델을 바탕으로 하고 있다.
고대왕자 공룡킹에서 2006년판에 등장하나 이후  공룡킹 어드벤처에서 스피노라는 별개의 개체가 등장한다.
- 가면라이더 시리즈
  - 가면라이더 리바이스 - 가면라이더 리바이스 골드 스피노 게놈
- 가정교사 히트맨 REBORN! - 키쿄우의 수라개갑
- 고고다이노 공룡탐험대 - 스피노(Spino)
- 고 녀석 맛나겠다 2: 함께라서 행복해 - 훌쩍훌쩍
- 공룡킹 어드벤처 - 스피노
- 공룡메카드 - 스피노, 메가스피노
- 공룡시대 - 등에 돛이 있는 칼이빨
- 디노 크라이시스 3 - 미아플라시두스
- 디지몬 시리즈 - 스피노몬
- 리그 오브 레전드 - 선사시대 레넥톤
- 슈퍼전대 시리즈
  - 폭룡전대 아바레인저 - 스피노골드
  - 수전전대 쿄류저 - 토바스피노, 데스류쟈, 쿄류 네이비
  - 기사룡전대 류소우저 - 스피노 썬더
- 슈퍼텐 시간탐험대 - 스피노스
- 스톤에이지 시리즈 - 모가로스 계열 (추정), 스피노 계열
- 아기공룡 버디 - 스피노사우루스 할아버지
- 아머드 사우루스 - 카이저 스피노사우루스
- 유희왕 - 자이언트 렉스, 쥬락 스피노스, 프레데터 플랜츠 스피노 디오네아, 다이너미스트 스피노스, 다이너레슬러 기가 스피노사바트
- 원피스 - 페이지원
- 조이드 - 스피노 새퍼[39], 다크 스파이너, 제노스피노
- 쥬라기 공원 시리즈 - 스피노사우루스(쥬라기 공원 시리즈)
- 트랜스포머 시리즈
  - 트랜스포머 사이버트론 - 다이노샤우트
  - 트랜스포머: 사라진 시대 - 스콘
- 화석 파이터 - 스피노, 스피노ST
- Prior Extinction - 스피노사우루스, 디나모티탄
- Warhammer - 트로글로돈